# Calle de la Paloma (Madrid)

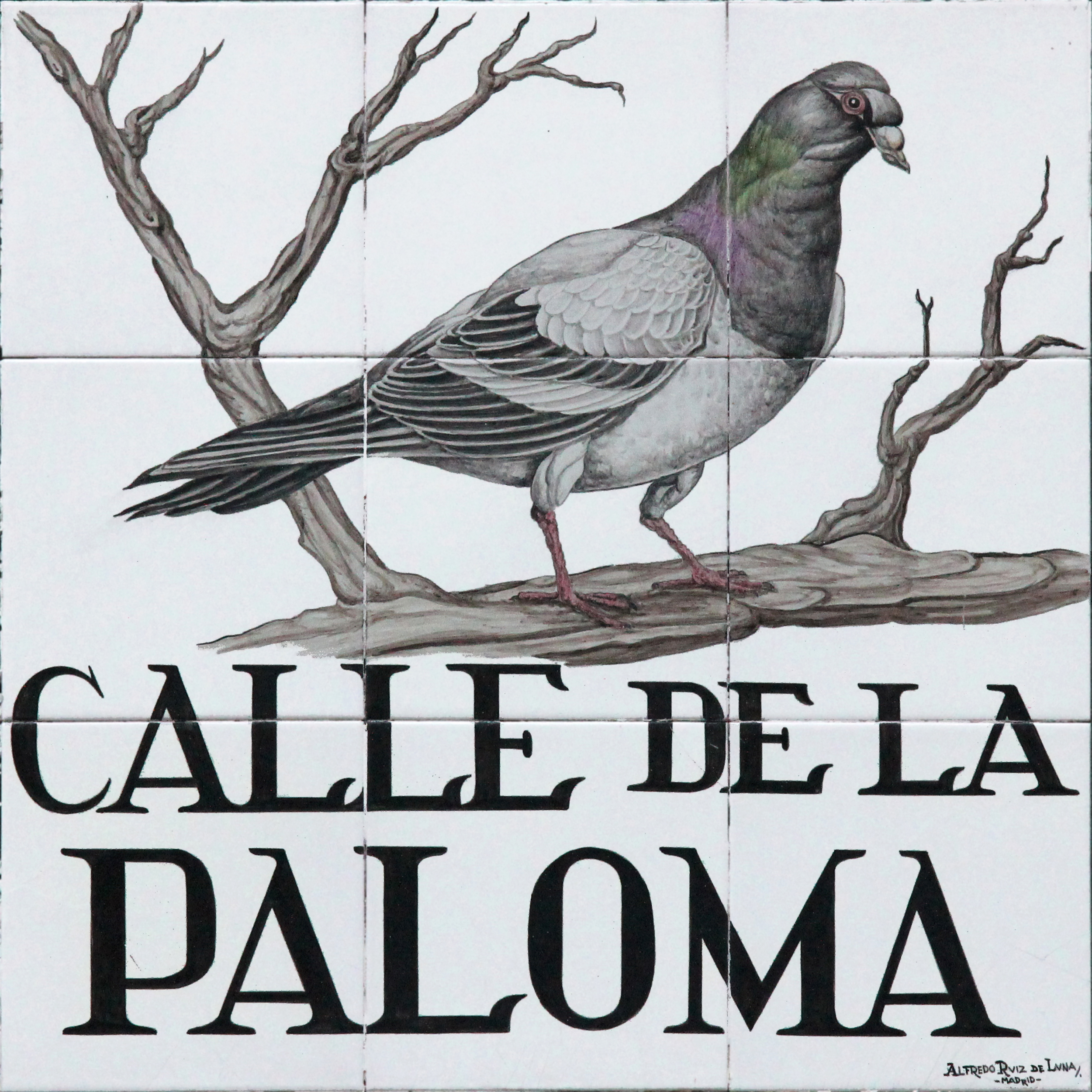
Placa del callejero tradicional de Madrid, por el ceramista Ruiz de Luna.

La calle de la Paloma es una pequeña vía del barrio de La Latina en el distrito Centro de Madrid. Su antigüedad, asociada a cierto capricho popular, ha hecho que, a pesar de su escaso tamaño, le haya cambiado el nombre a la vieja Virgen de la Soledad (1565), por el de Virgen de la Paloma. También desplazó el nombre de la iglesia de San Pedro el Real por el de la iglesia de la Paloma, que preside la calle y la plaza con ese mismo nombre.

## Trazado urbano
Hasta la segunda mitad del siglo XX esta callejuela discurría desde la calle de Calatrava hasta la castiza calle de la Ventosa, junto a la Puerta de Toledo, en un balcón natural sobre la Gran Vía de San Francisco. Un remodelado de la zona urbanizó los terraplenes con viviendas y creó el espacio de la plaza de la Paloma, ante la iglesia de ese nombre (y como se ha explicado, antiguo templo de San Pedro el Real), dejando una proyección peatonal de la calle hasta las escalinatas que la comunican doblemente con dicha Gran Vía de San Francisco, al sur, y la calle de Toledo, al este.

## La leyenda: palomas madrileñas
Varias leyendas madrileñas católicas usan el símbolo de una paloma en sus relatos. Isabel Gea siguiendo la crónica de Pedro de Répide y éste, a su vez, a Ramón Mesonero Romanos, explican que la misma ave del palomar que cuidaban unas monjas de San Juan de la Penitencia, de Alcalá de Henares, en la que luego sería esta calle de la Paloma, voló luego sobre la Virgen de las Maravillas en el traslado que de esa imagen se hizo a la iglesia de San Justo y San Pastor, en aquel entonces convento de la calle de la Palma; y la misma que con su presencia milagrosa resucitó al niño que un cazador enloquecido había matado en la calle del Lobo (luego calle de Echegaray).
Volviendo a los corrales de las monjas, un documento firmado en 1791 por el entonces alcalde de Madrid, José Antonio de Armona y Murga, marqués de Casa García Postigo, fue encontrado por unos niños en un solar contiguo a la calle de la Paloma un lienzo, que representa a Nuestra Señora de la Soledad. Isabel Tintero, vecina de esta calle, se lo compró "por tres cuartos", lo limpió y enmarcó, para colocarlo en el portal de su casa. El marqués lo cuenta así: 

"... resulta que la expresada Isabel Tintero, mujer de Diego Charco, de ejercicio cochero, viendo a principios del año 1787 que unos muchachos llevaran arrastrando como por juguete un lienzo de Ntra. Sra. de la Soledad, lo arrebató de las manos de aquellos, lo hizo retocar y lo colocó en marzo del propio año en el portal de su misma casa, y esmerándose en su culto, le ha promovido con tanto fervor que ha conseguido extender su particular devoción; de modo que se hallan alumbrándola varios faroles y lámpara a expensas de personas de primera clase, además de las muchas velas que la devoción de los fieles la presentan, reconocidos a los singulares beneficios que dicen haber conseguido ellos por intercesión de esta su Poderosa Madre, y en señal de este reconocimiento se ven las paredes de la actual Capillita llenas de presentallas. (...) A impulsos de esta devoción se reza el Rosario todas las noches ante esta santa Imagen, cubriendo el Concurso gran parte de la calle... "

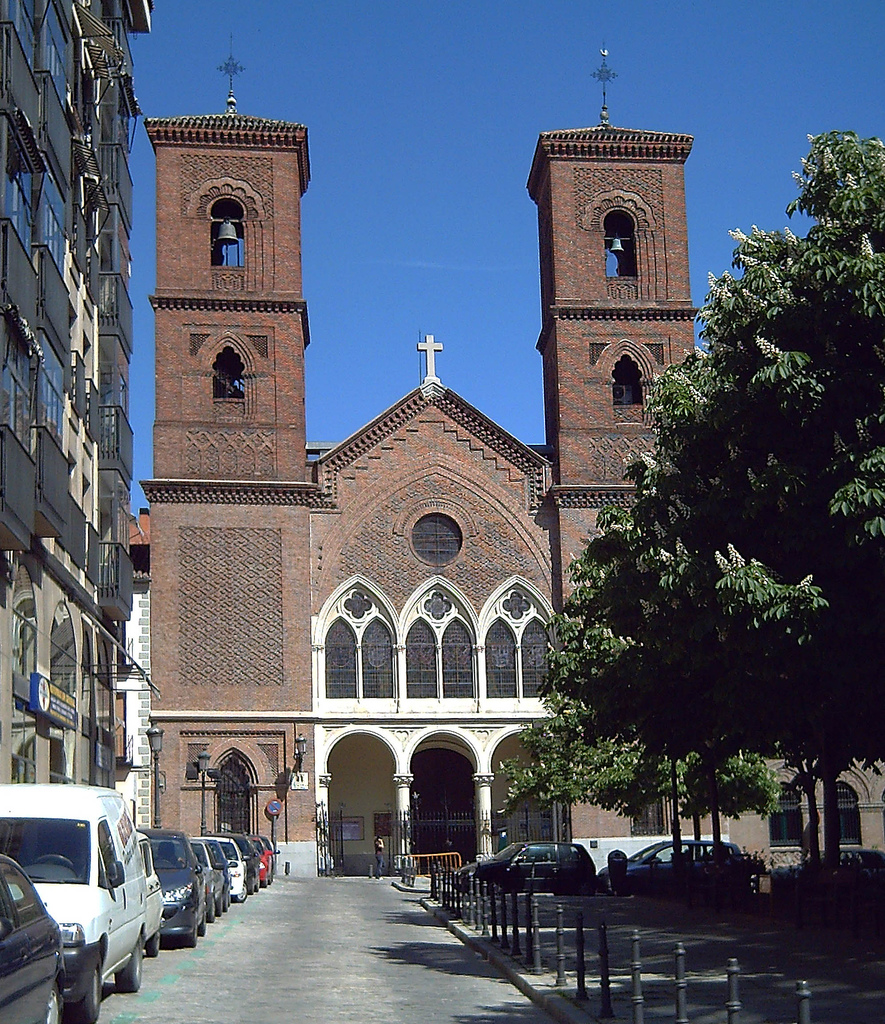
Iglesia parroquial de la Paloma, antes templo de San Pedro el Real.

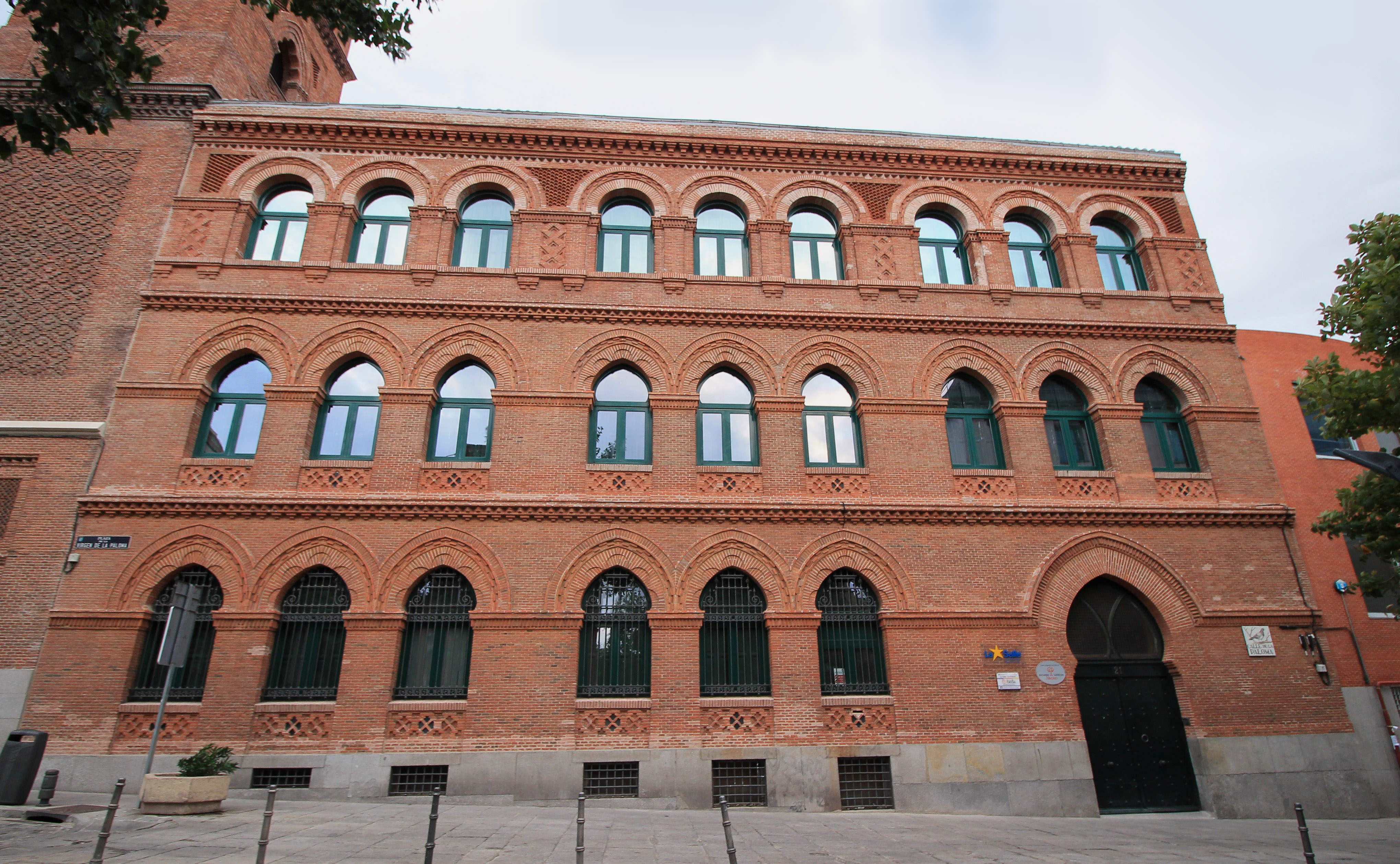
Colegio La Salle La Paloma, inaugurado en 1927.

Aunque en ningún momento queda claro si la calle ya se llamaba 'de la Paloma' antes de lo relatado por el alcalde-marqués, sí parece aceptado que después de ese episodio los vecinos del lugar acabaron llamándola así. También resulta algo lioso que la Virgen de la Paloma, tan arraigada en el fervor popular de los católicos más o menos castizos de la capital de España, sea repetición de la Virgen de Maravillas, que da nombre y patronato a otros antiguos barrios de la Villa y Corte.

## La Historia
Diego de Torres Villarroel cita esta calle por ser mísero vecino en ella, según cuenta en su novelada autobiografía Vida, ascendencia, nacimiento, crianza y aventuras del Doctor Don Diego de Torres Villarroel, catedrático de prima de matemáticas en la Universidad de Salamanca, escrita por él mismo.
También aparece esta calle en los recorridos madrileños de dos reinas piadosas, casquivanas y castizas, María Luisa de Parma (esposa de Carlos IV de España) e Isabel II que iban con frecuencia a hacer sus rezos a la primitiva y popular capilla concluida en 1795 por Francisco Sánchez, discípulo de Ventura Rodríguez (y de Villanueva según otras fuentes), cuando allí se veneraba la que todavía era Virgen de la Soledad, antes de que nobles y plebeyos la renombraran 'la virgen de la calle de la Paloma', que se quedó en La Paloma. El original templo neoclásico se remozó, en 1891, en airoso edificio de estilo mudéjar, con pórtico a la calle de la Paloma y salida posterior a la calle de Toledo, que recibió el efímero nombre oficial de parroquia de San Pedro el Real. Entre 1925 y 1927 se construyó junto a la iglesia, según diseño de Jerónimo Mathet, un edificio para albergar las Escuelas Católicas de Niños (actualmente Colegio La Salle-La Paloma). Su fachada sigue el mismo estilo neomudéjar de la iglesia.
El último capítulo de la historia clásica de esta calle es ya descaradamente popular, castizo y gitano, y lo protagoniza el "madrileño de tronío" que quema su último cartucho festero veraniego en las populares fiestas de la Paloma y su tradicional Verbena. Una reunión que sin tener antigua tradición, como ocurre con otras verbenas de la capital de España, inspiraría al dramaturgo Ricardo de la Vega y al maestro Tomás Bretón el sainete lírico que lleva su nombre, estrenado en 1894 (según Répide "joya del teatro lírico español") y del que luego se harían varias versiones cinematográficas y atrevidos montajes para-teatrales, junto a otros en el más rancio estilo tradicional.